# Knut Kloster
Knut Utstein Kloster junior (* 2. April 1929 in Oslo; † 18. September 2020) war ein norwegischer Unternehmer und Reeder. 1966 gründete er gemeinsam mit Ted Arison die Norwegian Caribbean Line, die später in Norwegian Cruise Line umbenannt wurde. Kloster galt als einer der Pioniere der modernen Kreuzfahrt.

## Leben
Knut Kloster wurde 1929 als Sohn von Knut Utstein Kloster senior und Ingeborg Ihlen in Oslo geboren. Er studierte am Massachusetts Institute of Technology, ehe er 1959 die Leitung der 1924 von seinem Großvater Lauritz Kloster gegründeten Reederei Kloster Rederi übernahm. Gemeinsam mit dem israelischen Unternehmer Ted Arison gründete Kloster 1966 die Norwegian Cruise Line, welche damals noch den Namen Norwegian Caribbean Line trug. Als erstes Schiff nahm im selben Jahr die Sunward den Dienst auf. In Anlehnung an ihren Gründer wurde die Reederei auch unter dem Namen Kloster Cruises vermarktet. Ted Arison hatte das Unternehmen bereits kurz nach der Gründung wegen interner Uneinigkeiten verlassen und gründete daraufhin seine eigene Reederei, die Carnival Cruise Line.
Die Neubauten der Norwegian Cruise Line unter der Leitung von Knut Kloster gehörten zu den ersten modernen Kreuzfahrtschiffen. Kloster wird deswegen zu den Pionieren der modernen Kreuzfahrt gezählt, der zahlreiche Innovationen in der Branche einführte und als einer der ersten einen breiten Markt für Kreuzfahrten sah. Kloster war in den folgenden Jahren unter anderem für den Ankauf des französischen Linienpassagierschiffs France und dessen Umbau zur Norway 1979 federführend. 1986 verließ er sowohl die Norwegian Cruise Line als auch das Familienunternehmen Kloster Rederi, um sich neuen Projekten zu widmen.
Klosters erstes Projekt nach dem Ausstieg wurde das Kreuzfahrtschiff Phoenix, welches mit 250.000 Bruttoregistertonnen das damals größte Schiff der Welt geworden wäre. Der als schwimmende Stadt konzipierte Entwurf mit veranschlagten Kosten von über einer Milliarde US-Dollar wurde jedoch nie realisiert.
2000 war Knut Kloster Initiator des Projekts The World, einem Kreuzfahrtschiff mit Privatresidenzen an Bord. Das 2002 in Dienst gestellte Schiff blieb bis 2003 im Besitz des Reeders und wurde anschließend an ein norwegisches Unternehmen und die einzelnen Bewohner verkauft, um eine Insolvenz abzuwenden. Kloster selbst besaß zwei Privatwohnungen an Bord der The World.
Knut Kloster starb am 18. September 2020 im Alter von 91 Jahren.